# Филонюк, Павел Александрович
Па́вел Александрович Филоню́к (укр. Павло Олександрович Філонюк; 12 февраля 1963) — советский и украинский футболист, нападающий.

## Биография
Выступал за львовский СКА, «Волынь» Луцк.
Футболом начал заниматься в Нововолынской ДЮСШ (первый тренер — заслуженный тренер Украины Владимир Байсарович)
В 1984-85 был в дубле «Шахтёра» из Донецка, но к играм в основе так и не был привлечен.
Во второй лиге СССР провёл 345 матчей и забил 63 гола, в первой лиге СССР 7 игр.
В кубке СССР провёл 4 матча.
С 1991 по 1994 год выступал в чемпионате Украины за «Волынь», провёл 9 игр и забил 1 гол. В кубке Украины провёл один матч.